# Dólares de arena
Dólares de arena (en inglés Sand Dollars) es una película dramática de 2014 coproducida entre República Dominicana, Argentina y México y protagonizada por Geraldine Chaplin y Yanet Mojica. Dirigida por Laura Amelia Guzmán e Israel Cárdenas, se rodó en la provincia de Samaná de la República Dominicana y fue estrenada en cines el 7 de septiembre de 2014.
La película es una adaptación del libro Les Dollars des sables de Jean-Noël Pancrazi.

## Reparto
- Geraldine Chaplin como Anne.
- Yanet Mojica como Noelí.
- Ricardo Ariel Toribio como el novio de Noelí.[1][2]

## Premios
- Premio Silver Hugo de Festival de Chicago (2014): Mejor actriz (Geraldine Chaplin)
- Festival Internacional de Cine de La Habana (2014) - Mejor actriz (Geraldine Chaplin)[cita requerida]